# Szafironóżka zmiennobarwna
Szafironóżka zmiennobarwna (Chromatopelma cyaneopubescens) – gatunek dużego pająka z rodziny ptasznikowatych, jedyny z monotypowego rodzaju szafironóżka (Chromatopelma). Endemit Wenezueli. Popularny w terrarystyce, głównie z powodu łatwej hodowli jak i nieagresywnego charakteru.

## Taksonomia
Gatunek ten opisany został w 1907 roku przez Embrika Stranda jako Eurypelma cyaneopubescens. Opisu dokonano na podstawie parki okazów odłowionych w Paraguanie w 1888 przez Ludwiga Kocha. W 1939 roku Aleksandr Pietrunkiewicz przeniósł go do nowego rodzaju Delopelma, który w 1985 roku Robert Raven zsynonimizował z rodzajem Aphonopelma. W 1995 roku Günter Schmidt umieścił go w monotypowym rodzaju Chromatopelma.

## Opis

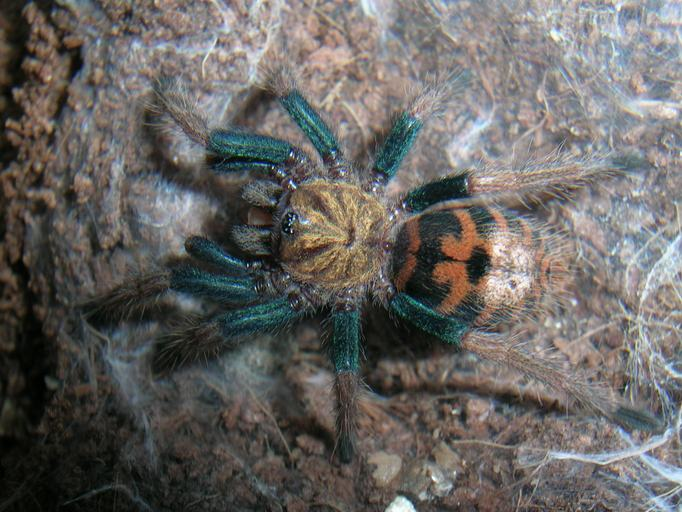
Młody osobnik w stadium L4

Samice osiągają do około 70, a samce do 60 mm długości ciała. Rozpiętość odnóży może dochodzić do około 150 mm. Charakterystyczną cechą są duże oczy tylno-śródkowej pary o zarysie odwróconej kropli. Odnóża trzeciej pary mają scopulae stóp podzielone cienkimi szczecinkami. Scopulae na nadstopiach i stopach czwartej pary odnóży podzielone są sztywnymi szczecinkami. Włoski drażniące tego ptasznika należą do typu IV.
Ubarwienie pająka zmienia się wraz z wiekiem. U osobników młodocianych karapaks pomarańczowy ze złocistym połyskiem, opistosoma (odwłok) czarna z pomarańczowymi paskami, a odnóża pomarańczowe z ciemniejszymi udami i stopami. Między piątą a siódmą wylinką pająk przybiera barwy charakterystyczne dla osobników dorosłych: karapaks staje się metalicznie niebieskozielony, odnóża metalicznie niebieskie, a opistosoma gęsto porasta pomarańczowym owłosieniem, zachowując pierwotny układ prążków.
Dymorfizm płciowy jest u dorosłych osobników dobrze widoczny. Samiec jest mniejszy, smuklejszy, posiada bulbusy na końcu nogogłaszczek oraz haczyki na pierwszej parze odnóży krocznych służące do przytrzymywania szczękoczułek samicy.
Samce od przedstawicieli pokrewnych rodzajów odróżnić można po braku szczecinek strydulacyjnych i kolców na biodrach oraz guzków nasadowych na nadstopiach pierwszej pary odnóży, braku palcowatej apofizy w bulbusie i braku jakiegokolwiek wyrostka koło embolusa. Samice charakteryzują się krótką i zgrubiałą szczecinką kolcopodobną na biodrach pierwszej pary oraz spermateką o szeroko zlanych, w części dystalnej zakrzywionych do wewnątrz zbiornikach nasiennych.

## Ekologia
Zasiedla suche, skąpo porośnięte roślinnością rejony północnej Wenezueli. Gniazda buduje pod korzeniami i kępami traw.

## Hodowla
Ptasznik popularny w hodowlach, nieagresywny, nadający się dla początkujących. Dojrzałość osiąga zwykle po około 2,5–3 latach. Samice dożywają do 15 lat, a samce do 1,5–2 lat po ostatniej wylince. Odpowiednia wielkość terrarium dla osobnika dorosłego to 30 cm x 30 cm x 20 cm. Jako podłoże stosuje się włókno kokosowe, torf lub ziemię ogrodniczą, ewentualnie wymieszane z piaskiem. Odpowiednia temperatura w terrarium to 25-29 °C z nocnymi spadkami do 24 °C. Zalecaną, stosunkowo niską wilgotność 50-70% można utrzymywać poprzez zraszanie co jakiś czas zbiornika. Jako pokarm służą dostosowane wielkością owady, jak świerszcze, karaczany czy larwy mącznika młynarka (należy uważać, by się nie zakopały).
Rozmnażanie tego gatunku w warunkach hodowlanych jest trudne. Samica osiąga dojrzałość przy około 55 mm długości ciała. Samiec jest gotowy do rozrodu po napełnieniu bulbusów. Obydwa ptaszniki należy dobrze nakarmić przed kopulacją. Zaloty mogą trwać do kilku godzin, a samica może być po kopulacji agresywna. Kokon budowany jest od 1 do 6 miesięcy po kopulacji. W kokonie jest średnio 150-250 nimf.